# Valli Trapanesi

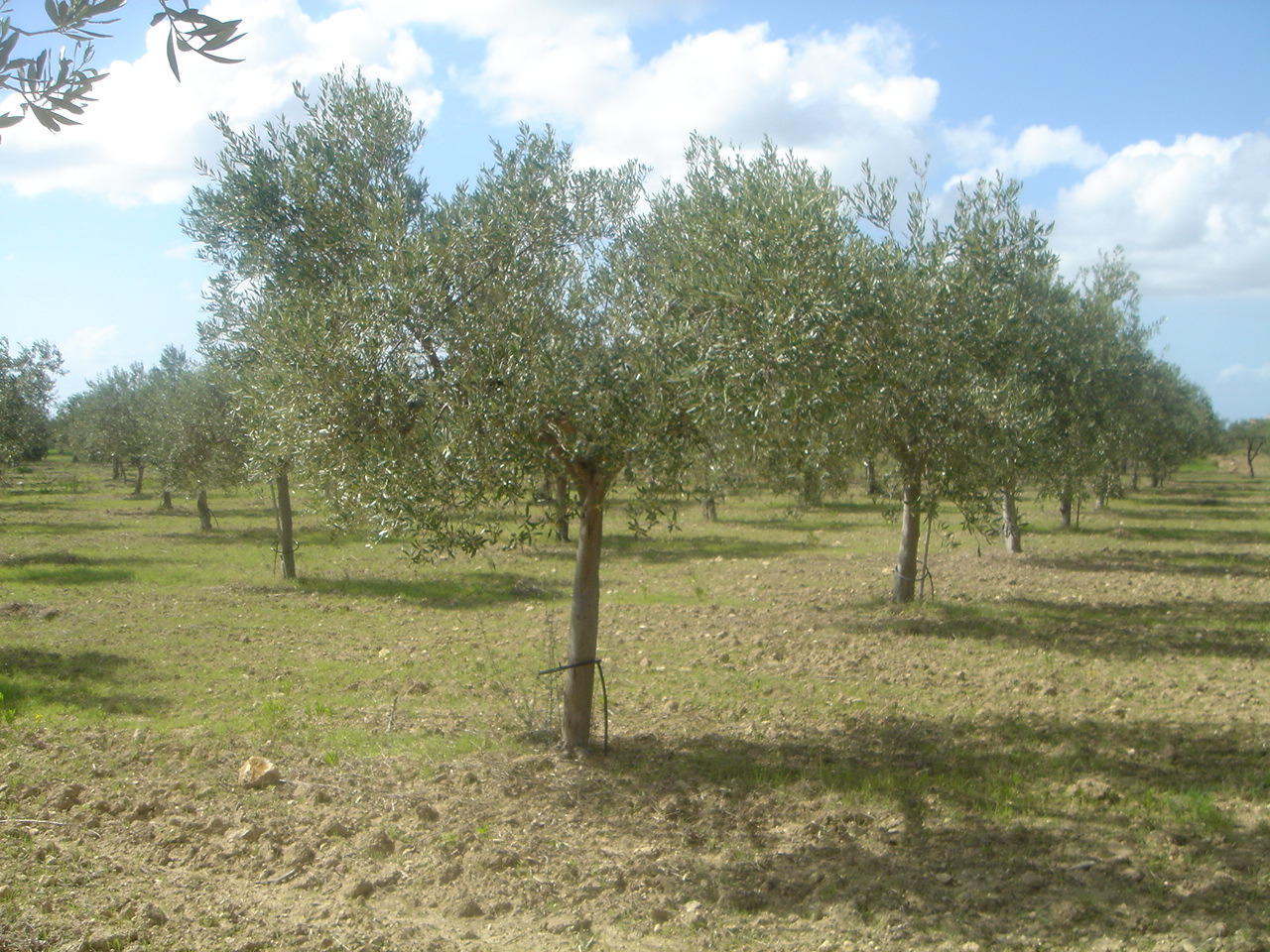
Olivenfelder in den Valli Trapanesi

Valli Trapanesi ist eine durch das Schutzsiegel DOP geschützte italienische Herkunftsbezeichnung für Olivenöl. Das Anbaugebiet liegt in den sogenannten Due Valli im äußersten Westen Siziliens, dem Valle del Belice und dem Valle del Erice, die zusammen ein Dreieck mit den Eckpunkten Castelvetrano, Selinunte, Partanna und Campobello di Mazara bilden und die alle zum Wirtschaftsraum Agro Ericino gehören. Sie liegen im Freien Gemeindekonsortium Trapani in den Gemeinden Alcamo, Buseto Palizzolo, Calatafimi, Segesta, Castellammare del Golfo, Custonaci, Erice, Gibellina, Marsala, Mazara del Vallo, Trapani, Marsala, Poggioreale, Salemi, San Vito Lo Capo, Trapani, Valderice und Vita, die sich zum Tyrrhenischen Meer erstrecken.
Von den in Italien zugelassenen DOP-Regionen gibt es auf Sizilien neben diesem Anbaugebiet Olivenproduktion dieser Qualitätsstufe noch in:
- Monte Etna D.O.P.
- Monti Iblei D.O.P.
- Val di Mazara D.O.P.
- Valdemone D.O.P.
- Valle del Belice D.O.P.

## Qualität

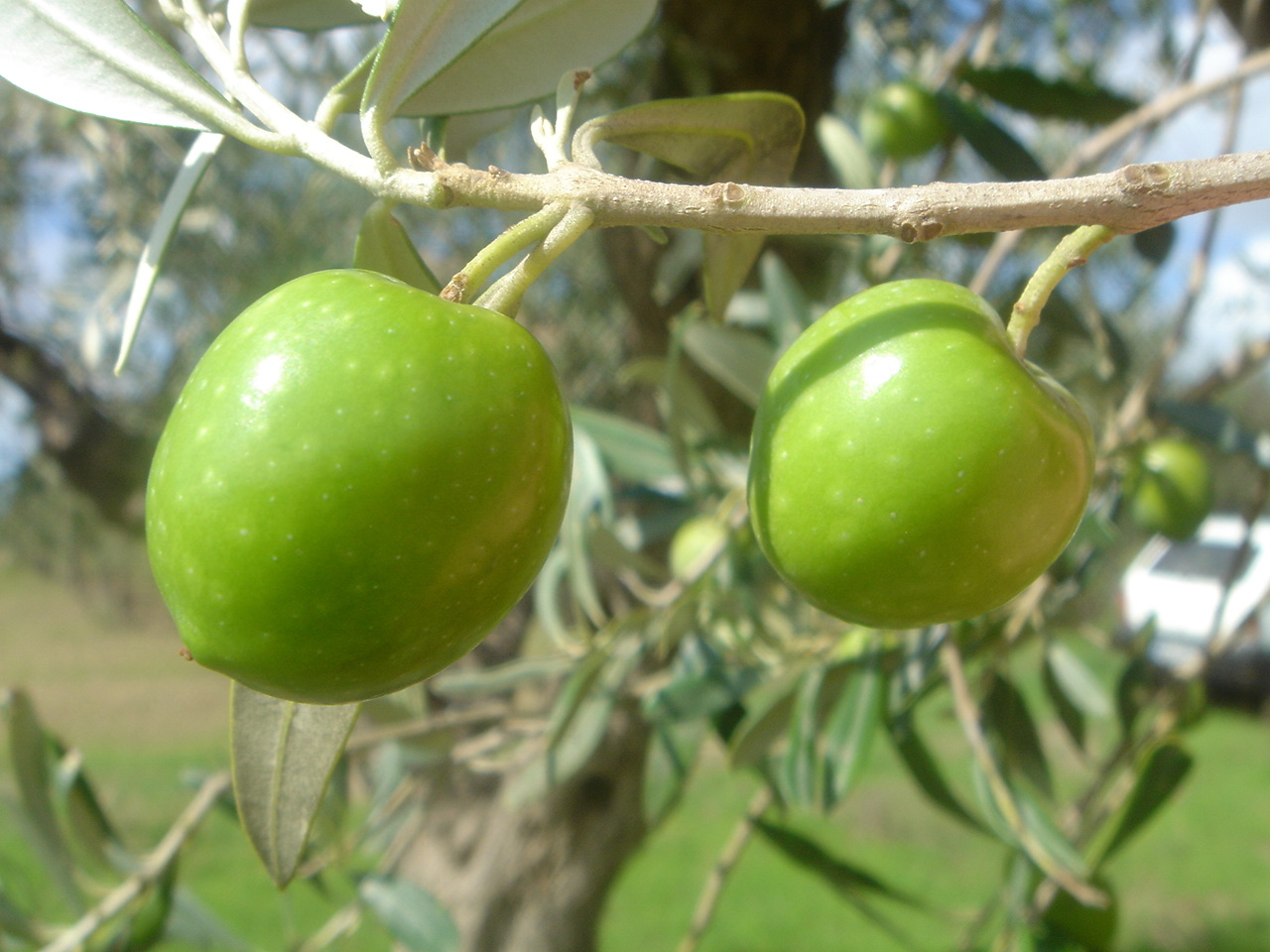
Nocellara del Belice

Als Olivensorten werden im Gebiet des Belice die Nocellara, in den übrigen Bereichen neben Nocellara auch Cerasuola und in geringeren Mengen auch Biancolilla angebaut. Bei der Gesamtproduktion liegt die Cerasuola mit 50–60 % Anteil vorn, gefolgt von 30–40 % Nocellara und 15 % Biancolilla.
Die Herstellung erlaubt per Gesetz nur die Handfertigung und kaltgepresste Extraktion der Früchte.
Als Qualitätsvoraussetzungen gelten ferner:
- maximaler Säuregehalt: 0,5 %,
- Farbe: Grün mit goldenen Reflexen,
- Geruch: nach Olive mit einem Hauch von Gras, nur Franta,
- Geschmack: fruchtig, leicht bitter und würzig mit einem Hauch von Mandel.

Etwa 24 Betriebe erzeugen dieses Olivenöl. Größter Einzelbetrieb ist Agricola Oddo in Valderice.

## Geschichte
Der Olivenanbau prägt seit jeher die Landschaft dieser Täler und die Kultur der Bevölkerung seit der Zeit der Griechen und Phönizier. Mit den Arabern und noch mehr während der Herrschaft der Spanier im 16. und 17. Jahrhundert erreichte das Öl eine besondere Wertschätzung, insbesondere wegen seines Nährwerts. Viele der Olivenbäume wurden noch von den Spaniern gepflanzt.
Die geschützte Herkunftsbezeichnung DOP, eine europäische Norm, wurde per EU-Verordnung Nr. 2325/97 im Amtsblatt L322/97 vom 2. Juli 1997 eingeführt. Die nationale Anerkennung erfolgte am 29. September 1998 und wurde im Amtsblatt 250 vom 26. Oktober 1998 veröffentlicht.